# مؤشر جي

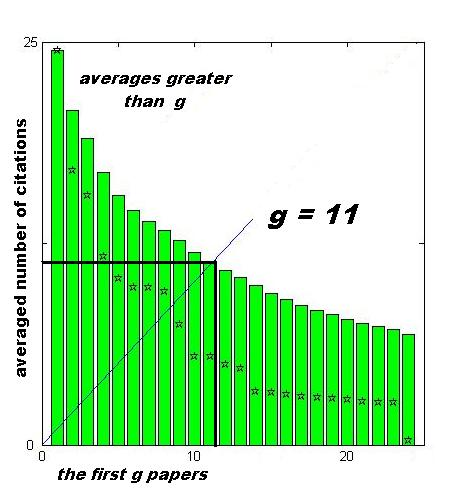
An example of a g-index (the raw citation data, plotted with stars, allows the h-index to also be extracted for comparison).

مؤشر جي (بالإنجليزية: g-index)‏ هو مؤشر لقياس الإنتاجية العلمية استنادا إلى سجل علمي منشور ويعتبر مقاييس مستوى المؤلف، إقترح في عام 2006 من قبل ليو إيجها (Leo Egghe).
المؤشر يقوم باحتساب الإنتاجية بناء على توزيع وإستشهاد بمرجعية عن منشورات الباحث مثل مجموعة من المقالات ذات الرتب العالية .
يتم حساب مؤشر جي كالتالي :
{\displaystyle g^{2}\leq \sum _{i\leq g}c_{i}}
مثل
{\displaystyle g\leq {\frac {1}{g}}\sum _{i\leq g}c_{i}}